# Dobro Polje (gmina Crna Trava)
Dobro Polje (cyr. Добро Поље) – wieś w Serbii, w okręgu jablanickim, w gminie Crna Trava. W 2011 roku liczyła 19 mieszkańców.